# San Pablo (Chile)
San Pablo  es una comuna de la zona sur de Chile, ubicada en la provincia de Osorno, región de Los Lagos. Limita al norte con las comunas de La Unión y Río Bueno, al sur con Osorno, al este con Puyehue y al oeste con San Juan de la Costa. La zona es surcada por los ríos Pilmaiquén y Bueno. Su capital comunal es el centro urbano de San Pablo. 
La comuna, cuya superficie total es de 637 km², es mayoritariamente rural y alberga una población de 10 030 habitantes al 2017.

## Historia

### Habitantes nativos y llegada de los españoles
Resulta necesario expresar previamente que los territorios de la actual San Pablo, denominado en los primeros tiempos de Los Llanos del Pilmaiquén, así como en el resto del sur chileno, eran ya habitados por la etnia huilliches en la época de la llegada de los españoles a Chile. 
Posteriormente, la destrucción y despoblamiento de Osorno, 1600-1604, por el pueblo nativo dirigido por Pelantaro con cinco mil guerreros, que entrando por el norte igual a los anteriores y posteriores, dio término o más bien suspendió, ese lapso de 46 años ya establecidos, por l82 años la historia oficial de España en esta parte de Chile. Solo a la fecha del descubrimiento o toma de posesión de aquellas ruinas el 22 de noviembre de 1792, y posterior al inicio de su repoblación nada menos que con la presencia de aquel hombre de 75 años de edad, don Ambrosio O’Higgins, comenzó la pacificación definitiva del territorio.

### Las primeras referencias a Pilmaiquén
Debemos dejar establecido desde, ya que el español fundaba primero la ciudad. Después, de ahí, demarcaba su territorio jurisdiccional y de competencia, por lo que dentro de ese ámbito el espacio geográfico de Osorno comprendía según el Acta oficial de la repoblación de Osorno como de la providencia o resolución que acompaña a la relación de las personas que formaba la base de esta nueva comunidad suscrita por don Ambrosio O’Higgins el 13 de enero de 1796, lo siguiente: debe tenerse por constituida la ciudad y reintegrada en su jurisdicción en toda su extensión en que documentos auténticos, consta haberse fundado, señalándose que sus términos eran por el sur el río Maypué, en que termina la provincia de Chiloé, por el norte el río de Pilmaiquén, por el oeste la costa entre el río Bueno y Maypué y por el este la gran cordillera. Sin embargo, donde se es más explícito al respecto es en el acta que se levantó el 8 de septiembre de 1793 con ocasión de la Junta de Caciques de la Provincia de Los Llanos convocada a las orillas del Rahue por don Tomás de Figueroa, tiempo después del descubrimiento y posesión de las ruinas y que entre sus varios acuerdos están: que los españoles se cimentasen en las tierras de sus antepasados, que darán paso franco y auxilio con sus embarcaciones, cabalgaduras y guías a los correos del Rey y los que trafiquen por sus tierras; por lo que se hace preciso el establecimiento de otra misión en las inmediaciones del río Pilmaiquén.

### Siglo XIX
Oficialmente, San Pablo existe solo a contar del 9 de septiembre de 1867, conforme a un decreto firmado por el presidente José Joaquín Pérez. Este decreto no hizo más que oficializar una situación de hecho anterior: que el poblado de San Pablo había alcanzado dimensiones que requerían que se la dotase de cierto reconocimiento público. 
Diversas motivaciones han impulsado su acometimiento, además de los de carácter cultural, la circunstancia de haber sido la puerta norte de ingreso de los primeros descubridores y colonizadores de la zona antes de llegar a los márgenes de los ríos Las Canoas y de Las Damas para fundar lo que pudo ser la ciudad Marina de Gaete, primero, después, en definitiva la actual Osorno. 
San Pablo corresponde en efecto a las tierras del cacique Panguinamún (o Painamún), localidad que los nativos conocían por el nombre de «Thalmahue» (o «Tralmahue»). Con posterioridad, las tierras estuvieron a cargo de la misión de Pilmaiquén, creada por el gobernador del Reino, Luis Muñoz de Guzmán. El nombre actual del asentamiento le fue dado en homenaje al sacerdote español Fray Pablo de Royo, quien tuviera a cargo una misión apostólica en ese lugar y había donado el sitio para el levantamiento de la villa. 
San Pablo se encontraba en el departamento de Osorno y dependía administrativamente de la Municipalidad de Osorno.
El 22 de diciembre de 1891, con el decreto de Creación de Municipalidades se crea la Municipalidad de San Pablo, con asiento en San Pablo, y cuyo territorio correspondía a las subdelegaciones 8.ª, 9.ª, 10.ª, 11.ª y 12.ª del departamento de Osorno. El primer alcalde de San Pablo fue don Guillermo Heufemann.

## Geografía

### Geomorfología
La comuna de San Pablo se encuentra emplazada en las unidades geomorfológicas de Llano central con morrenas y conos y Cordillera de la costa.

### Clima
Presenta según la clasificación climática de Köppen clima templado lluvioso con leve sequedad estival (Cfb (s)) y clima templado lluvioso con leve sequedad estival e influencia costera (Cfb (s) (i)). Con este clima, en la comuna, la temperatura promedio anual es de 12 °C, y la amplitud térmica anual, 9,6 °C, ya que el mes más cálido corresponde a enero, con 17,2 °C, y el mes más frío a julio, con 7,6 °C. 
Con respecto a las precipitaciones, los registros muestran 2489,7 mm, con lluvias prácticamente durante todos los meses del año, aunque en enero y febrero sus registros son de 64,6 y 68,9 mm, respectivamente, lo que no permite hablar de una estación estival seca en este tipo de clima.

### Hidrología
Esta además se halla en la cuenca hidrográfica de río Bueno. Además, la comuna posee diversos cuerpos de agua, entre los que se destacan la laguna Curripuyehue y laguna Trinidad; y río Bueno, río Curaco, río Pilmaiquen y río Rahue.

## Medio ambiente

Trazado simplificado de los ecosistemas y cuerpos de agua presentes en la comuna de San Pablo.

### Componentes bióticos
Dentro del territorio de la comuna se pueden hallar los siguientes ecosistemas:
- Bosque caducifolio templado donde predominan Nothofagus obliqua y Laurelia sempervirens (En peligro)
- Bosque laurifolio templado interior donde predominan Nothofagus dombeyi y Eucryphia cordifolia (Preocupación menor)

### Medidas de protección ambiental y conflictos socioambientales
Hasta 2022, la comuna de San Pablo cuenta con un área territorial destinada a la protección ambiental:
- Corredor ribereño Río Bueno (Sitios ERB)[10]

## Administración

### Municipalidad
La Municipalidad de San Pablo para el periodo 2021-2024 es dirigida por el alcalde Juan Carlos Soto Caucau (Renovación Nacional - Chile Vamos) y el concejo municipal conformado por los concejales:
- María Cristina Ríos Vives (Partido Regionalista Independiente Demócrata)
- Agustín Santa Cruz Becker (Renovación Nacional)
- Richard Enrique Albrecht Bravo (Unión Demócrata Independiente)
- Fabián Andrés Cortez Cárcamo (Partido Por la Democracia)
- Edith Canío Quiniao (IND - Unidad Por el Apruebo PS PPD e IND)
- Fernando Marcelo Heckmann Navarro (Partido Demócrata Cristiano)

### Representación parlamentaria
San Pablo forma parte de la Circunscripción Senatorial XIII y del Distrito Electoral 25. Es representada en la Cámara de Diputados del Congreso Nacional por los siguientes diputados:
- Daniel Lilayú Vivanco (Unión Demócrata Independiente)
- Emilia Nuyado Ancapichún (Partido Socialista de Chile)
- Héctor Alejandro Barría Angulo (Partido Demócrata Cristiano)
- Harry Jürgensen Rundshagen (IND - Partido Republicano de Chile)

En el Senado, la representan:
- Iván Moreira Barros (Unión Demócrata Independiente)
- Carlos Ignacio Kuschel Silva (Renovación Nacional)
- Fidel Espinoza Sandoval (Partido Socialista de Chile)

## Economía
En 2018, la cantidad de empresas registradas en San Pablo fue de 162. El Índice de Complejidad Económica (ECI) en el mismo año fue de -0,74, mientras que las actividades económicas con mayor índice de Ventaja Comparativa Revelada (RCA) fueron Cría de Ganado Bovino para Producción Lechera (119,13), Cría de Ganado para Producción de Carne o Ganado Reproductor (39,68) y Elaboración de Harinas de Trigo (29,52).
Su actividad productiva es casi en su totalidad agrícola y ganadera. 

## Cultura
Como actividad turística destaca la realización de la Semana Sampablina a comienzos de febrero, en la que se celebra El festival de la cereza. Este festival cuenta también con un concurso de música ranchera, que atrae a visitantes de las localidades rurales cercanas. La Semana Sanpablina se inicia con la fiesta de Candelaria, un evento religioso que incluye una misa en la iglesia de la localidad, y posteriormente, una procesión en la que la imagen de la Virgen de Candelaria es paseada por las calles principales del pueblo. A esta celebración, también se dirigen muchas personas de otras localidades, ya sea para cumplir mandas o para visitar los locales que se instalan en el centro de la ciudad.
Igualmente como lugar turístico destaca el sector de Trumao.

## Medios de comunicación

### Radioemisoras
FM
- La comuna no cuenta con radios comunitarias.[14]

### Diarios escritos/digitales
- TV San Pablo[15]

## Literatura complementaria
- Mario Cárdenas Bustamante. EL AMANECER DE LA VILLA Y COMUNA DE SAN PABLO Ensayo histórico. San Pablo, septiembre de 2001.
- Memoria Explicativa, Plan Regulador Comuna de San Pablo. San Pablo, julio de 2009.